# Scolecoseps
Scolecoseps – rodzaj jaszczurek z podrodziny Scincinae w rodzinie scynkowatych (Scincidae).

## Zasięg występowania
Rodzaj obejmuje gatunki występujące w Mozambiku, Tanzanii i Kenii. 

## Systematyka

### Etymologia
Scolecoseps: gr. σκελος skelos „noga”; σηψ sēps, σηπος sēpos „rodzaj jaszczurki”.

### Podział systematyczny
Do rodzaju należą następujące gatunki:
- Scolecoseps acontias (Werner, 1913)
- Scolecoseps ashei Malonza, Nyamache & Bwong, 2024
- Scolecoseps boulengeri Loveridge, 1920
- Scolecoseps broadleyi Verburgt, Verburgt & Branch, 2018
- Scolecoseps litipoensis Broadley, 1995